# この天の虹
『この天の虹』（このてんのにじ）は、1958年10月28日に日本で公開された映画。

## ストーリー
北九州にある東洋最大の八幡製鐵所を背景に、そこで働く人生を誠実に描いた作品。

## スタッフ
- 監督・脚本：木下惠介
- 製作：小堀正治
- 撮影：楠田浩之
- 音楽：木下忠司

## キャスト
- 影山直司：笠智衆
- フミ：田中絹代
- 稔：小坂一也
- 須田菊夫：川津祐介
- 高田源一：林家珍平
- 帯田良平：織田政雄
- たつ江：岡村文子
- 相良修：高橋貞二
- 千恵：久我美子
- 京一郎：大木実
- 修の母：浦辺粂子
- 町村四郎：田村高廣
- 前川誠二：須賀不二男
- 久子：小林トシ子
- 平野八重子：伊藤弘子
- 園部部長：細川俊夫
- 園部博子：高千穂ひづる

| スタブアイコン | サブスタブ | この項目は、まだ閲覧者の調べものの参照としては役立たない、映画に関連した書きかけの項目です。この項目を加筆・訂正などしてくださる協力者を求めています（P:映画/PJ:映画）。 |